# Cenate Sotto
Cenate Sotto är en ort och kommun i provinsen Bergamo i regionen Lombardiet i Italien. Kommunen hade 3 875 invånare (2018).